# .io

## تاریخچه
دامنه i.o (indian ocean territory) یک دامنه پر تقاضا محسوب میشود و در ابتدا کد کشوری برای سرزمین های بریتانیایی اقیانوس هند معرفی شد اما به دلیل تشابه با I/o (input /output) که یک اصطلاح بسیار پرکاربرد در میان دوست داران حوزه برنامه نویسی و تکنولوژی بود به یک دامنه بسیار پرکاربرد و محبوب در میان وبسایت های مرتبط با تکنولوژی تبدیل شد.
پس از معرفی دامنه i.o در سال 1997 این دامنه بلا استفاده بود تا سر انجام در سال 1998 کمپانی معروف لوی (Strauss & Co) برای اولین بار این دامنه را برای سایت خود به آدرس levi.io به کار گرفت.